# Club déconstruite
La club déconstruite, également connue sous le nom de post-club, ou de musique déconstruite, est un style expérimental de musique de danse électronique caractérisé par une approche post-moderniste et un ton abrasif ou dystopique. Il s'oppose aux tropes des styles de club traditionnels, renonçant souvent aux rythmes 4/4 et à un tempo stable tout en mélangeant des sources éclectiques ou abrasives.

## Histoire
Le style émerge dans les soirées new-yorkaises GHE20G0TH1K, qui ont débuté en 2009, avec des vogueurs, des punks et des fashionistas, dans des entrepôts de Brooklyn et de Manhattan, et qui ont commencé à radicaliser la scène des boîtes de nuit de la ville en l'espace d'un an. Le style qui définit le mouvement de club déconstruite est directement façonné par les possibilités des CDJ, et les DJ sets incitent à leur tour les producteurs à imiter cette expérimentation chaotique dans leur propre musique, créant un feedback qui a continué à réimaginer les attentes en matière de musique de piste de danse.
Les MP3 utilisés par les DJ au GHE20G0TH1K avaient une texture crunchy et cruddy lorsqu'ils étaient joués sur un énorme sound system, ce qui finit par définir leur esthétique. Chaque membre du collectif venait d'un milieu différent, mais ils ont incorporé ces différences dans le mélange, hybridant un mélange de Jersey club, Baltimore club, footwork, grime et ballroom music, ainsi que des éléments de house et de techno,. En raison de la relation de la club déconstruite avec la vogue et les créateurs LGBTQ de premier plan, l'identité du genre est liée à la scène festive underground de New York et à la vie nocturne queer alternative.
Les artistes des labels Fade to Mind et Keysound, qui ont mélangé la ballroom/vogue house reboostée, le Jersey club et la nouvelle vague de grime instrumental avec un éclat de machine hi-tech austère, sont également cités comme des pionniers du genre.
Le terme lui-même commence à circuler au milieu des années 2010 et est utilisé comme terme générique pour décrire un genre disparate et international de producteurs repoussant les limites ou les frontières de la musique de club et puisant dans la musique avant-gardiste.

## Caractéristiques
Le genre s'éloigne des tropes traditionnels de la dance, tels que les rythmes 4/4, un tempo stable, des build-ups et des drops. Il se caractérise plutôt par une conception sonore agressive, frénétique et post-industrielle, avec des sons métalliques ou staccato tels que des samples de verre brisé ou de coups de feu. La club déconstruite vise à créer un paysage sonore excessif et apocalyptique, avec des changements rythmiques constants et de l'atonalité.
La club déconstruite propose un mélange chaotique et un canevas sonore où les samples de ballroom, les prises de son extérieurs, le rap a cappella et les paysages sonores industriels sont adaptés à la musique dance. Le genre se caractérise par ses éléments perturbateurs et une large gamme de tempo dynamique, utilisant souvent des kicks de Jersey club, des claps de grime et une production de footwork nerveuse pour créer une sensation de morceaux frénétiques à haut BPM. L'éthique et les idées du genre sont résolument post-structuralistes par rapport à la production musicale conventionnelle et à la dance.
En Amérique latine, la club déconstruite est souvent influencée par des sons latino-américains et afro-caribéens tels que le reggaeton, le baile funk, le dancehall et le trival, comme le travail d'Arca, une artiste vénézuélienne dont la chanson KLK (avec Rosalía) a une influence dembow notable.

## Accueil
Le journaliste et critique musical Simon Reynolds surnomme le style de « conceptronica » et déclare que « ce n'est pas un genre en tant que tel, mais plutôt un mode de fonctionnement artistique. » Il oppose le genre à l'IDM des années 1990, en disant que les premiers IDM de ceux comme Aphex Twin ou Luke Vibert avaient tendance à être plus terre-à-terre, relaxants et pleins d'humour juvénile, plutôt qu'exigeants et intellectuellement chargés.